# Bill Frindall
William Howard Frindall, MBE, (* 3. März 1939 in Epsom, Surrey; † 29. Januar 2009 in Swindon, Wiltshire) war ein englischer Cricketstatistiker und Scorer.

## Leben
Frindall wurde in Epsom, Surrey, geboren. Nach der Schule studierte er Architektur. Von 1958 bis 1965 diente er bei der Royal Air Force als Rechnungsführer und Offizier im Sekretariatsdienst. Er war insgesamt dreimal verheiratet und hatte zwei Söhne und zwei Töchter. 
2006 erhielt er einen Ehrendoktor von der Staffordshire University wegen seiner Verdienste im Bereich der Statistik. Frindall starb im Januar 2009 an Legionellose, mit der er sich in Dubai anlässlich einer Wohltätigkeitsveranstaltung angesteckt hatte.

## Cricket
Frindall war ein begeisterter Cricketspieler, der allerdings nie über den Status eines Amateurs hinauskam. Im Juni 1966 übernahm er das Amt des Scorers bei Test Match Special, der Live-Hörfunksendung der BBC, in der die Spiele der englischen Cricket-Nationalmannschaft übertragen werden. Dieses Amt hatte er bis zu seinem Tode inne, wobei er bei den mehrmonatigen Auslandstouren der englischen Nationalmannschaft in den letzten Jahren zeitweise pausierte. In den Jahren von 1966 bis 2008 war er als Scorer bei 377 Test Matches eingesetzt, darunter sämtliche 246, die in diesem Zeitraum in England stattfanden.
Der Spitzname von Frindall, unter dem er den Hörern von Test Match Special in der ganzen Welt bekannt war, lautete "the Bearded Wonder" (dt.: das bärtige Wunder). Er war in der Lage, perfekte Scorecards zu führen und gleichzeitig binnen kürzester Zeit selbst völlig obskure Statistiken und Daten zu ermitteln, die er dann auch immer wieder in die laufende Radioreportage einführte. Seine Scorecards und Statistiken genossen einen derart guten Ruf, dass sie bei Unstimmigkeiten immer wieder den offiziellen Angaben vorgezogen wurden.
Seine Autobiografie veröffentlichte Frindall im Jahre 2006. Außerdem publizierte er diverse Bücher über Cricket-Statistiken. Im Wisden Cricketers’ Almanack war er über längere Zeit für den Statistikteil verantwortlich. Seit 2006 war er Schirmherr des Deutschen Cricket-Bundes.
| Personendaten    | Personendaten                             |
| ---------------- | ----------------------------------------- |
| NAME             | Frindall, Bill                            |
| ALTERNATIVNAMEN  | Frindall, William                         |
| KURZBESCHREIBUNG | englischer Cricketscorer und -statistiker |
| GEBURTSDATUM     | 3. März 1939                              |
| GEBURTSORT       | Epsom, Surrey                             |
| STERBEDATUM      | 29. Januar 2009                           |
| STERBEORT        | Swindon, Wiltshire                        |